# Arrondissement Draguignan
Das Arrondissement Draguignan ist eine Verwaltungseinheit des Départements Var innerhalb der französischen Region Provence-Alpes-Côte d’Azur. Unterpräfektur ist Draguignan.
Es besteht aus 10 Kantonen und 54 Gemeinden.

## Kantone
- Brignoles (mit 1 von 12 Gemeinden)
- La Crau (mit 1 von 6 Gemeinden)
- Draguignan
- Flayosc (mit 20 von 34 Gemeinden)
- Fréjus
- Le Luc (mit 1 von 11 Gemeinden)
- Roquebrune-sur-Argens
- Saint-Raphaël
- Sainte-Maxime
- Vidauban

## Gemeinden
Die Gemeinden des Arrondissements Draguignan sind:
| 1. Ampus (83003)                 | 2. Bagnols-en-Forêt (83008)    | 3. Bargème (83010)                  | 4. Bargemon (83011)               |
| 5. Brenon (83022)                | 6. Callas (83028)              | 7. Callian (83029)                  | 8. Cavalaire-sur-Mer (83036)      |
| 9. Châteaudouble (83038)         | 10. Châteauvieux (83040)       | 11. Claviers (83041)                | 12. Cogolin (83042)               |
| 13. Comps-sur-Artuby (83044)     | 14. Draguignan (83050)         | 15. Fayence (83055)                 | 16. Figanières (83056)            |
| 17. Flayosc (83058)              | 18. Fréjus (83061)             | 19. Gassin (83065)                  | 20. Grimaud (83068)               |
| 21. La Bastide (83013)           | 22. La Croix-Valmer (83048)    | 23. La Garde-Freinet (83063)        | 24. La Martre (83074)             |
| 25. La Môle (83079)              | 26. La Motte (83085)           | 27. La Roque-Esclapon (83109)       | 28. Le Bourguet (83020)           |
| 29. Le Muy (83086)               | 30. Le Plan-de-la-Tour (83094) | 31. Les Adrets-de-l’Estérel (83001) | 32. Les Arcs (83004)              |
| 33. Lorgues (83072)              | 34. Mons (83080)               | 35. Montauroux (83081)              | 36. Montferrat (83082)            |
| 37. Puget-sur-Argens (83099)     | 38. Ramatuelle (83101)         | 39. Rayol-Canadel-sur-Mer (83152)   | 40. Roquebrune-sur-Argens (83107) |
| 41. Saint-Antonin-du-Var (83154) | 42. Sainte-Maxime (83115)      | 43. Saint-Paul-en-Forêt (83117)     | 44. Saint-Raphaël (83118)         |
| 45. Saint-Tropez (83119)         | 46. Salernes (83121)           | 47. Seillans (83124)                | 48. Sillans-la-Cascade (83128)    |
| 49. Tanneron (83133)             | 50. Taradeau (83134)           | 51. Tourrettes (83138)              | 52. Trans-en-Provence (83141)     |
| 53. Trigance (83142)             | 54. Vidauban (83148)           |                                     |                                   |

## Neuordnung der Arrondissements 2017

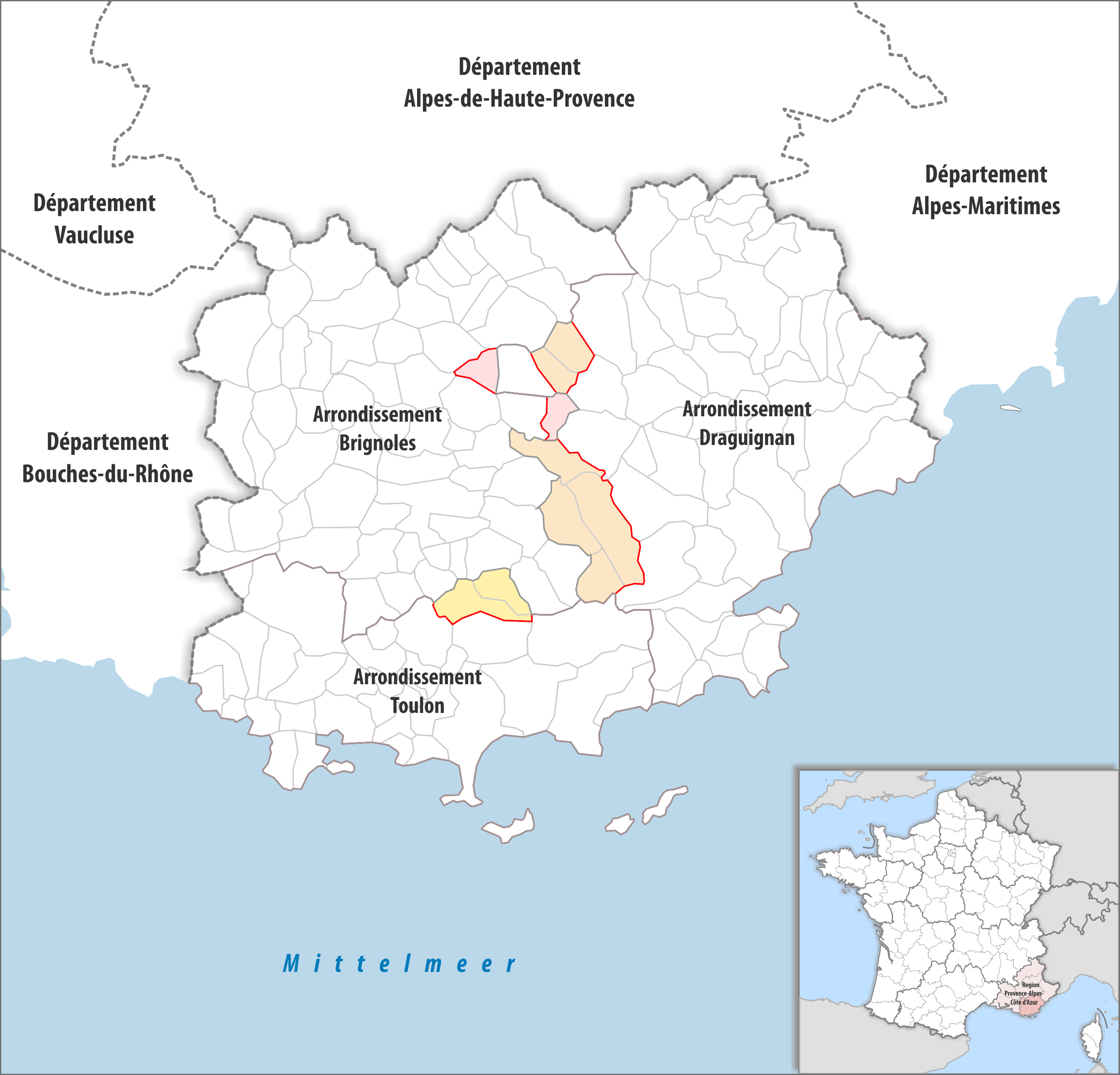
Arrondissementsanpassungen im Jahr 2017

Durch die Neuordnung der Arrondissements im Jahr 2017 wurde die Fläche der 6 Gemeinden Le Cannet-des-Maures, Le Luc, Le Thoronet, Les Mayons, Tourtour und Villecroze aus dem Arrondissement Draguignan dem Arrondissement Brignoles zugewiesen.
Dafür wechselten die Fläche der zwei Gemeinden Saint-Antonin-du-Var und Sillans-la-Cascade vom Arrondissement Brignoles zum Arrondissement Draguignan.